# Lee Sang-ho
Lee Sang-ho, også kendt under sit japanske navn Sugiura Shogo (født i 1924 i Gyeongsang-provinsen i Sydkorea, død efter 1952 i Sydkorea) var en nordkoreansk spion.

## Liv og gerning

### Barndom og opvækst
Han blev født i 1924 i Gyeongsang-provinsen i Sydkorea, men familien flyttede til Japan samme år, da han var tre måneder gammel. Hele hans opvækst skete i Japan. Hans forældre døde kort efter at familien var migreret til Japan. Han blev Lee adopteret af en japansk familie og levede i Japan, indtil han blev hvervet til den japanske hær. "Jeg havde aldrig sat foden i min fødeby, Korea, da min familie flyttede til Japan, da jeg var tre måneder gammel ..Jeg har altid levet med japanske folk og i deres skikke. Jeg havde ikke nogen mulighed for at bruge koreansk sprog og behøvede det ikke", erklærede han senere under forhør med amerikanske myndigheder.

### I japansk krigstjeneste og krigsfange
I juni 1945 blev han pålagt civil tjeneste i det japanske militær og sendt til Manchuriet (den gang endnu Manchukuo) en måned senere. Efter Japans overgivelse i august 1945 endte han som krigsfange, fanget af Sovjetunionens tropper, og der efter sendt til en fangelejr i Mongoliet, indtil han blev overdraget til Nordkorea i 1948.
Hans største ønske var at vende tilbage til Japan, som var det land og folk, han identificerede sig med. De nordkoreanske myndigheder havde besluttede at bruge ham til arbejde for en spionring i Japan for at indsamle information og dele dem med andre nordkoreanske agenter, der opererede der, og dette blev gjort til en betingelse, som han accepterede for at vende hjem. I slutningen af 1940-erne efter 2. verdenskrig var forholdet mellem Nordkorea og Japan endnu ikke fjendtligt.

### Nordkoreansk spion, arrestation og deportation
Han blev smuglet på båd fra den nordkoreanske havneby Wonsan og nåede i hemmelighed i Japan i marts 1949. Han opholdt sig i Japan, indtil han og over fyrre andre mistænkte blev arresteret af det japanske politi i september 1950, efter at de amerikanske myndigheder i landet havde indledt en jagt på nordkoreanske spioner og opdaget en nordkoreansk spionring. De mistænkte blev retsforfulgt ved en amerikansk provostdomstol i maj 1951. Lee blev dømt til fire års fængsel men deporteret til Sydkorea i 1952, før hans fængselsperiode var afsluttet. Deporteringen skete blandt andet, dels som følge af udbruddet af borgerkrigen i Korea, dels fordi koreanske venstreorienterede iscenesatte protester, distribuerede antikrigsflyveblade og forsøgte at sabotere japansk hjælp til Sydkorea og amerikanerne. Under disse omstændigheder delte USA og Japan en gensidig interesse i at deportere koreanske socialister til Sydkorea. Ved at sende socialisterne til fangelejre i krigstiden Sydkorea var USA i stand til at fjerne den potentielle trussel mod sin Østasien-strategi, mens Japan slap af med belastende koreanske kommunister. Antallet af koreanske deporterede udgjorde 10 i 1946, steg til 365 det næste år og flere snesevis i de følgende år.
Det er ukendt, hvordan Lees liv formede sig, efter at han blev deporteret til Sydkorea. Der er ingen tilgængelige dokumenter, der kan oplyse om hans opholdssted og senere liv.